# Afrikahaven
De Afrikahaven is een haven in het Amsterdamse havengebied. De haven werd gegraven in 1997-2001 en ligt aan de zuidkant van het Noordzeekanaal, in de Houtrakpolder, ten westen van het vroegere Zijkanaal F.

## Geschiedenis
In 1964 besloot de toenmalige Amsterdamse wethouder van Economische Zaken Joop den Uyl het gebied te bestemmen tot haventerrein voor de Afrikahaven. Er zou onder meer petrochemische industrie worden gevestigd. De gemeente Haarlemmerliede en Spaarnwoude nam in 1968 een bestemmingsplan aan waarin het gebied rond Ruigoord werd bestemd voor industrieterrein.
In 1984 nam Haarlemmerliede een nieuw bestemmingsplan aan, waarbij het gebied rond Ruigoord werd aangewezen als groenzone. Na een langdurige juridische strijd werd een deel van de Houtrakpolder, inclusief het dorp Ruigoord, per 1 januari 1997 onderdeel van de gemeente Amsterdam. De gemeente blies de oude plannen voor de Afrikahaven nieuw leven in. Een belangrijke rol hierbij speelde een landelijke regeling met betrekking tot vervuild slib. De Afrikahaven kon worden gebruikt als slibdepot, mits het depot uiterlijk in 1998 zou zijn aangelegd.
Op 22 juli 1997 bezette actiegroep GroenFront! het natuurgebied met actiekamp Groenoord. Het actiekamp werd op 7 en 8 oktober 1997 voor de eerste keer ontruimd. Na nog tweemaal een actiekamp en ontruiming ging op 1 december 1997 de aanleg van de haven daadwerkelijk van start en deze werd in 2001 voltooid. In 2001 werd een fragment van een mammoetslagtand gevonden in dit gebied en is daarmee de oudste vondst in dit gebied.

## Kolenoverslag
In 2006 kwam een nieuwe terminal voor de overslag van steenkool gereed. Aan de Afrikahaven heeft Rietlanden Terminals, een onderdeel van het Franse energiebedrijf EDF, een kolenterminal met een oppervlakte van 30 hectare en 1.150 meter kade beschikbaar voor zee- en binnenvaartschepen. In totaal kan 2 miljoen ton steenkool op het terrein worden opgeslagen.

## Olieterminal

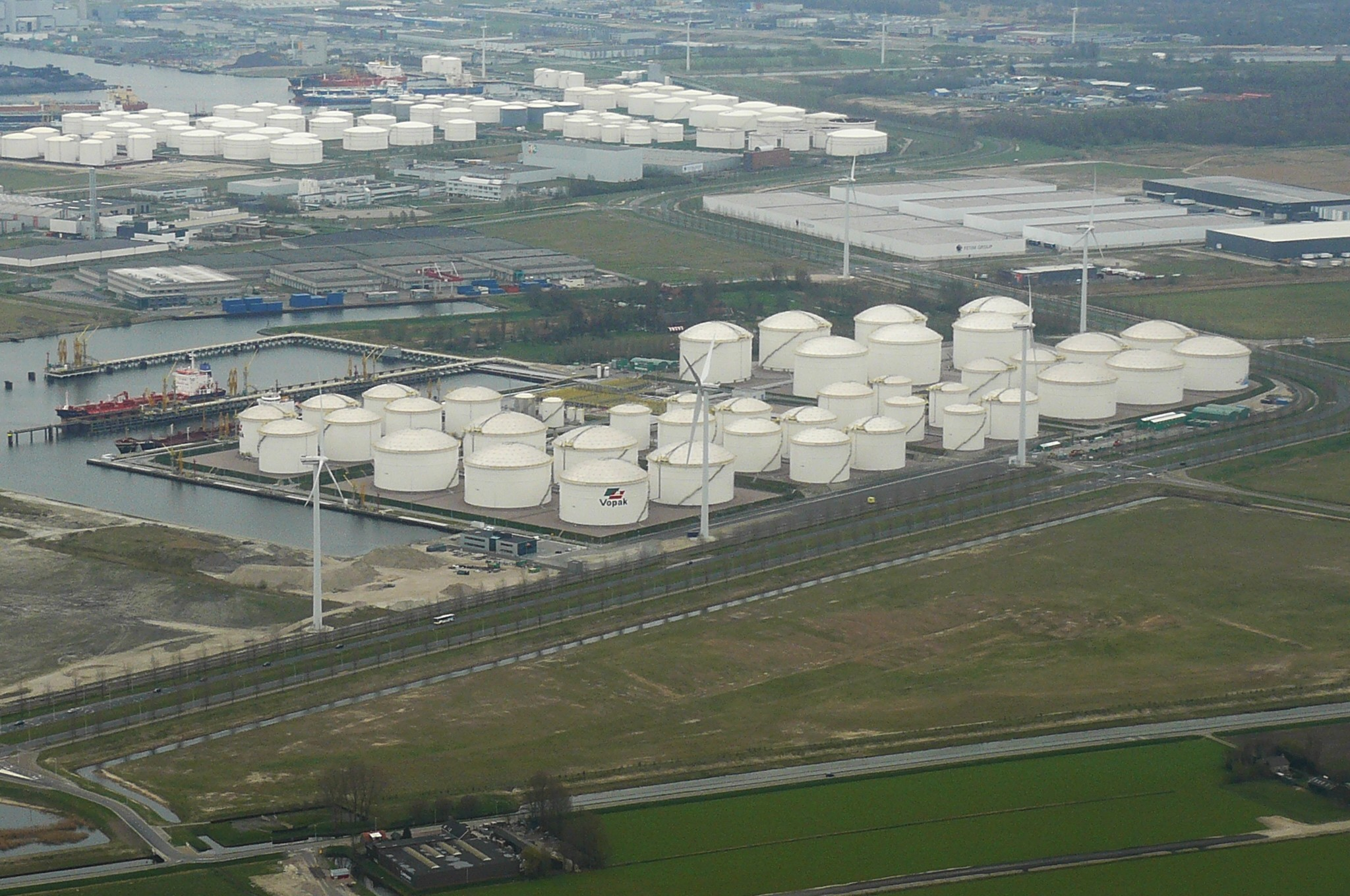
Vopak terminal Westpoort (tegenwoordig EVOS)

Medio 2006 tekende Vopak met het havenbedrijf een intentieverklaring om in de Afrikahaven een olieterminal te gaan bouwen. Het daadwerkelijk bouwbesluit werd uitgesteld, maar in mei 2009 besloot Vopak te starten met de eerste fase. Op de locatie van 35 hectare plaatst Vopak 620.000 kubieke meter aan opslagtanks, met de mogelijkheid dit later uit te breiden tot 1,2 miljoen m3. De terminal is vooral bestemd voor de opslag en mengen van benzine en andere lichte olieproducten. Bij de twee grote aanlegsteigers kunnen zeeschepen met een maximale capaciteit van 120.000 DWT aanmeren. Verder is er ruimte voor acht kleinere schepen, als coasters en binnenvaartschepen, met een capaciteit van 20.000 DWT. De haven van Amsterdam is een belangrijke logistieke hub voor benzine gerelateerde productstromen tussen Europa, Noord-Amerika en Azië, waarvan Vopak verwacht te profiteren. Op 26 oktober 2011 werd de eerste fase van de olieterminal officieel geopend door wethouder Economische Zaken Carolien Gehrels, havendirecteur Dertje Meijer en de voorzitter van de raad van bestuur van Vopak, Eelco Hoekstra.
In het eerste kwartaal van 2012 werd fase 2a bij de terminal opgeleverd. De capaciteit is hiermee met 220.000 m3 verhoogd. Fase 2b volgde later in 2012 en voegde nog eens 350.000 m3 toe.
| Havens en werven in het Amsterdamse havengebied |
| --- |
| · Afrikahaven Zanzibarhaven Madagascarhaven Amerikahaven Alaskahaven Cacaohaven Texashaven Aziëhaven Australiëhaven Tasmaniëhaven ADM-haven Westhaven Hornhaven Moezelhaven Mainhaven Beringhaven Suezhaven Bosporushaven Sonthaven Jan van Riebeeckhaven Usselincxhaven C. Reynierszhaven Adenhaven Ashaven Petroleumhaven Coenhaven Mercuriushaven Vlothaven Neptunushaven Minervahaven Houthaven Nieuwe Houthaven Bewaarhaven Oude Houthaven Sixhaven Ponthaven IJhaven Ertshaven Spoorwegbassin Entrepothaven Shipdock NDSM Oranjewerf Oranjesluizen P.W.Alexandersluis Noordzeekanaal IJ Dirk Metselaarhaven Isaac Baarthaven Wim Thomassenhaven |